# Deus de Promessas ao Vivo
Deus de Promessas ao Vivo é o terceiro álbum ao vivo da banda brasileira de música cristã Toque no Altar, lançado em dezembro de 2006 pela gravadora Toque no Altar Music.
Gravado ao vivo no Rio de Janeiro em outubro de 2006 para um público de cerca de 10 mil pessoas, é o último disco do grupo na formação liderada por Luiz Arcanjo, com músicas do álbum Deus de Promessas de 2005. Ronald Fonseca assina a produção musical e todas as composições ao lado de Davi e Verônica Sacer. As canções, no geral estão em versões estendidas em relação ao álbum original, principalmente "Te Conhecer", "Bendito eu Serei" e "Deus de Promessas". Diferentemente de sua versão de estúdio, Deus de Promessas Ao Vivo contém Arcanjo nos vocais principais, juntamente com Davi. A versão em DVD inclui as inéditas "Vem Promessa" e "Novas Águas", além de "Aleluia, Hosana" e "Meu Melhor", oriundas do primeiro álbum da banda.
Deus de Promessas ao Vivo foi lançado no mesmo período em que o Toque no Altar perdeu seus principais integrantes, entre eles Luiz Arcanjo e Davi Sacer, que fundaram a banda Trazendo a Arca. Após anos de disputas judiciais, o álbum foi relançado nas plataformas digitais com créditos artísticos ao Trazendo a Arca e uma nova capa. O álbum, especialmente sua versão em DVD, recebeu críticas mistas a negativas, embora tenha sido um sucesso comercial.

## Antecedentes
O Toque no Altar gravou seu primeiro DVD no final de 2005, chamado Toque no Altar e Restituição. Entre o DVD e o disco seguinte, Olha pra Mim, ocorreram várias mudanças na formação do grupo. O guitarrista Marcell Compan deixou a banda, e o vocalista David Cerqueira também. Apesar do sucesso de Olha pra Mim, a banda se preparou para gravar um registro audiovisual do álbum anterior, Deus de Promessas, lançado em 2005. O registro original era exclusivo na voz de Davi Sacer, e para sua gravação em DVD, várias canções passaram a contar com o vocal de Luiz Arcanjo.

## Gravação
Deus de Promessas ao Vivo foi gravado na casa de shows Claro Hall, na Barra da Tijuca, em 4 de outubro de 2006, para um público de cerca de 10 mil pessoas. O show contou com todas as músicas do CD Deus de Promessas, com a inclusão de "Aleluia Hosana" e "Meu Melhor" (ambas do CD Toque no Altar e não gravadas no DVD Toque no Altar e Restituição) e as inéditas "Vem Promessa" e "Novas Águas", esta última em homenagem à cidade do Rio de Janeiro, escrita por Luiz Arcanjo em meados de 2003 e descartada do álbum Toque no Altar.
A apresentação também contou com a participação de músicos da banda Raiz Coral e outros cantores como Ton Carfi, Leonardo Gonçalves e Daniela Araújo, que formaram um coral que participaram de canções como "Te Conhecer", "Deus de Promessas" e "Bendito Eu Serei". Deus de Promessas ao Vivo é o primeiro e único álbum do Toque no Altar a ter o guitarrista Isaac Ramos como integrante.
O DVD não possui créditos de direção de vídeo. No entanto, na ocasião de gravação, o Toque no Altar divulgou nota afirmando que as filmagens ficaram a cargo da produtora de televisão Filmação, com 12 câmeras HDTV.

## Projeto gráfico
Diferentemente dos projetos anteriores, Deus de Promessas ao Vivo teve seu design concebido por Rafael Feijó, que assinou capas de projetos seguintes da banda, como É Impossível, mas Deus Pode (2007) e Deus de Milagres (2008).

## Recepção e legado
| Críticas profissionais | Críticas profissionais |
| Avaliações da crítica  | Avaliações da crítica  |
| Fonte                  | Avaliação              |
| ---------------------- | ---------------------- |
| Super Gospel           | (favorável)            |
| O Propagador           | [ 6 ]                  |

Deus de Promessas ao Vivo foi o primeiro álbum da banda lançado pela recém-gravadora Toque no Altar Music, em dezembro de 2006, durante o processo mais turbulento enfrentado pela banda em sua carreira. Nesta época, sete integrantes estavam dispostos a deixar o grupo, incluindo os vocalistas Luiz Arcanjo e Davi Sacer, por acreditarem que a transformação da banda por uma gravadora não correspondia ao projeto original do grupo. Por isso, o álbum nem chegou a ser promovido e o Toque no Altar partiu para a produção de um novo álbum inédito, com nova formação. No início de março de 2007, saiu a versão em CD.
A recepção da crítica ao álbum foi mista. Roberto Azevedo, para o Super Gospel, chegou a afirmar que "A autoração do disco está melhor do que a realizada no DVD anterior, mas ainda fica devendo uma produção mais caprichada, inclusive em relação a capa". O guia discográfico do O Propagador, de 2015, atribuiu uma cotação de 2,5 estrelas em 5, afirmando que o álbum "deu lugar a algumas incrementações instrumentais positivas nas faixas. Mas, em questão de vídeo, foi mal dirigido e é enfadonho".
O álbum foi lançado digitalmente durante a década de 2010, pelo selo Digital Music. Esta versão se destacada por ter todas as faixas "Ministração" removidas, por utilizar uma fotografia diferente e por, anos depois, ser creditado como álbum do Trazendo a Arca. A versão em estúdio do álbum só foi lançada nas plataformas digitais em 2023.
A gravação do álbum Deus de Promessas ao Vivo também é conhecida por ter sido o evento em que os cantores Leonardo Gonçalves e Daniela Araújo se conheceram. Tempos depois, os músicos iniciaram um relacionamento que durou até 2015, quando se divorciaram.

## Faixas
Todas as faixas escritas e compostas por Davi Sacer, Verônica Sacer e Ronald Fonseca, exceto onde anotado. 
| Versão DVD (dezembro de 2006) |                         |                |                           |         |  |
| N.º                           | Título                  | Compositor(es) | Vocais                    | Duração |  |
| 1.                            | "Toda Sorte de Bênçãos" |                | Davi Sacer e Luiz Arcanjo | 7:20    |  |
| 2.                            | "Vem Promessa"          |                | Luiz Arcanjo              | 1:40    |  |
| 3.                            | "Aleluia, Hosana"       | Davi Sacer     | Davi Sacer                | 3:37    |  |
| 4.                            | "Ministração"           |                | Luiz Arcanjo              | 0:32    |  |
| 5.                            | "Cidadão dos Céus"      |                | Luiz Arcanjo              | 4:44    |  |
| 6.                            | "Ministração"           |                | Davi Sacer                | 0:22    |  |
| 7.                            | "Meu Melhor"            | Ronald Fonseca | Davi Sacer                | 4:48    |  |
| 8.                            | "Ministração"           |                | Luiz Arcanjo              | 0:49    |  |
| 9.                            | "Graças"                |                | Luiz Arcanjo              | 5:30    |  |
| 10.                           | "Ministração"           |                | Davi Sacer                | 2:19    |  |
| 11.                           | "Desejo do Meu Coração" |                | Davi Sacer                | 9:01    |  |
| 12.                           | "Ministração"           |                | Luiz Arcanjo              | 2:04    |  |
| 13.                           | "Se a Tua Voz Ouvir"    |                | Luiz Arcanjo              | 5:33    |  |
| 14.                           | "Te Conhecer"           |                | Davi Sacer                | 11:42   |  |
| 15.                           | "Ministração"           |                | Davi Sacer                | 0:32    |  |
| 16.                           | "Deus de Promessas"     |                | Davi Sacer                | 13:49   |  |
| 17.                           | "Ministração"           |                | Luiz Arcanjo              | 0:32    |  |
| 18.                           | "Bendito eu Serei"      |                | Luiz Arcanjo              | 14:42   |  |
| Duração total:                | Duração total:          | Duração total: | Duração total:            | 89:45   |  |

Extras
- Making Of
- Galeria de Fotos
- "Novas Águas" (Luiz Arcanjo)

| Versão CD (março de 2007) |                         |                           |         |  |
| N.º                       | Título                  | Vocais                    | Duração |  |
| 1.                        | "Toda Sorte de Bênçãos" | Davi Sacer e Luiz Arcanjo | 7:25    |  |
| 2.                        | "Ministração"           | Luiz Arcanjo              | 0:30    |  |
| 3.                        | "Cidadão dos Céus"      | Luiz Arcanjo              | 4:47    |  |
| 4.                        | "Ministração"           | Luiz Arcanjo              | 1:26    |  |
| 5.                        | "Graças"                | Luiz Arcanjo              | 5:32    |  |
| 6.                        | "Ministração"           | Davi Sacer                | 1:26    |  |
| 7.                        | "Desejo do Meu Coração" | Davi Sacer                | 9:04    |  |
| 8.                        | "Ministração"           | Luiz Arcanjo              | 0:55    |  |
| 9.                        | "Se a Tua Voz Ouvir"    | Luiz Arcanjo              | 4:58    |  |
| 10.                       | "Ministração"           | Luiz Arcanjo              | 0:55    |  |
| 11.                       | "Te Conhecer"           | Davi Sacer                | 11:43   |  |
| 12.                       | "Ministração"           | Davi Sacer                | 0:29    |  |
| 13.                       | "Deus de Promessas"     | Davi Sacer                | 13:48   |  |
| 14.                       | "Ministração"           | Luiz Arcanjo              | 0:26    |  |
| 15.                       | "Bendito eu Serei"      | Luiz Arcanjo              | 14:02   |  |
| Duração total:            | Duração total:          | Duração total:            | 77:38   |  |

| Versão download digital |                         |                           |         |  |
| N.º                     | Título                  | Vocais                    | Duração |  |
| 1.                      | "Toda Sorte de Bênçãos" | Davi Sacer e Luiz Arcanjo | 7:25    |  |
| 2.                      | "Cidadão dos Céus"      | Luiz Arcanjo              | 4:47    |  |
| 3.                      | "Graças"                | Luiz Arcanjo              | 5:32    |  |
| 4.                      | "Desejo do Meu Coração" | Davi Sacer                | 9:04    |  |
| 5.                      | "Se a Tua Voz Ouvir"    | Luiz Arcanjo              | 4:58    |  |
| 6.                      | "Te Conhecer"           | Davi Sacer                | 11:43   |  |
| 7.                      | "Deus de Promessas"     | Davi Sacer                | 13:48   |  |
| 8.                      | "Bendito eu Serei"      | Luiz Arcanjo              | 14:02   |  |
| Duração total:          | Duração total:          | Duração total:            | 71:23   |  |

## Ficha técnica
A seguir estão listados os músicos envolvidos na produção de Deus de Promessas ao Vivo:
Banda
- Luiz Arcanjo – vocal
- Davi Sacer – vocal
- Ronald Fonseca – teclado, piano, arranjos, produção musical
- André Rodrigues – baixo
- André Mattos – bateria
- Verônica Sacer – vocal de apoio
- Vânia Franco – vocal de apoio
- Silvânia Costa – vocal de apoio
- Weferson Gaspar – vocal de apoio
- Henrique Costa – vocal de apoio
- Leandro Silva – teclado
- Isaac Ramos – guitarra
- Deividsson – guitarra
- Renato Antônio – violão

Músicos convidados
- Angelo Torres – sax alto
- Márcio André – trompete
- Robson Olicar – trombone
- Ricardo Amado – violino
- Carlos Mendes – violino
- Erasmo Fernandes – violino
- Rodolfo Toffolo – violino
- Daniel Albuquerque – violino
- Giseli Sampaio – violino
- Cecília Mendes – viola
- Eduardo Pereira – viola
- Marcio Mallard – violoncelo
- Hugo Pilger – violoncelo
- Karina Carfi – coral
- Simone Brown – coral
- Daniela Araújo – coral
- Kelly Lopes – coral
- Daniel Carvalho – coral
- Erica Marta Souza – coral
- Shirley Oliveira – coral
- Tiago Cabreira – coral
- Danilo Teófilo – coral
- Leonardo Gonçalves – coral
- Bruno Mendes – coral
- Ton Carfi – coral

Equipe técnica
- Toney Fontes – técnico de gravação
- Aureo Marquezini – técnico de gravação
- Sergio Jacheli – técnico de P.A.

Projeto gráfico
- Paulo Ferry – fotografia
- Rafael Feijó – design